# Seznam dílů seriálu Babylon 5
Toto je seznam dílů seriálu Babylon 5. Uvedeny jsou rovněž navazující televizní filmy. Seriál Babylon 5 byl původně vysílán v letech 1994 až 1998 na amerických televizních stanicích PTEN a TNT. V Česku se vysílání dočkaly pouze první dvě řady, a sice na televizní stanici TV3.
Ze světa Babylonu 5 bylo natočeno i několik filmů. Kromě úvodního filmu to byly ještě televizní filmy Na počátku, Třetí prostor a Řeka duší a DVD film Hlasy v temnotě.

## Přehled řad
| Řada | Název řady               | Díly | Premiéra          | Premiéra           | Premiéra v ČR     | Premiéra v ČR   |
| Řada | Název řady               | Díly | První díl         | Poslední díl       | První díl         | Poslední díl    |
| ---- | ------------------------ | ---- | ----------------- | ------------------ | ----------------- | --------------- |
| 1    | Signs and Portents       | 22   | 26. ledna 1994    | 26. října 1994     | 31. května 2000   | 25. října 2000  |
| 2    | The Coming of Shadows    | 22   | 2. listopadu 1994 | 1. listopadu 1995  | 1. listopadu 2000 | 21. února 2001  |
| 3    | Point of No Return       | 22   | 6. listopadu 1995 | 28. října 1996     | nebylo vysíláno   | nebylo vysíláno |
| 4    | No Surrender, No Retreat | 22   | 4. listopadu 1996 | 27. října 1997     | nebylo vysíláno   | nebylo vysíláno |
| 5    | The Wheel of Fire        | 22   | 21. ledna 1998    | 25. listopadu 1998 | nebylo vysíláno   | nebylo vysíláno |

## Seznam dílů

### Pilotní film
| Původní název            | Český název                                      | Rok děje | Režie           | Scénář                 | Premiéra v USA | Česká TV premiéra | Česká DVD premiéra |
| ------------------------ | ------------------------------------------------ | -------- | --------------- | ---------------------- | -------------- | ----------------- | ------------------ |
| Babylon 5: The Gathering | Babylon 5: Vesmírný sumit Babylon 5: Velký sumit | 2257     | Richard Compton | J. Michael Straczynski | 22. února 1993 | 25. května 2000   | 10. března 2003    |

### První řada: Signs and Portents (1994)
| Č. v seriálu | Č. v řadě | Původní název                      | Český název                         | Rok děje | Režie                  | Scénář                 | Premiéra v USA    | Premiéra v ČR     | Produkční kód |
| ------------ | --------- | ---------------------------------- | ----------------------------------- | -------- | ---------------------- | ---------------------- | ----------------- | ----------------- | ------------- |
| 1            | 1         | Midnight on the Firing Line        | Půlnoční útok                       | 2258     | Richard Compton        | J. Michael Straczynski | 26. ledna 1994    | 31. května 2000   | 103           |
| 2            | 2         | Soul Hunter                        | Lovec duší                          | 2258     | Jim Johnston           | J. Michael Straczynski | 2. února 1994     | 7. června 2000    | 102           |
| 3            | 3         | Born to the Purple                 | Narozen v purpuru                   | 2258     | Bruce Seth Green       | Larry DiTillio         | 9. února 1994     | 14. června 2000   | 104           |
| 4            | 4         | Infection                          | Infekce                             | 2258     | Richard Compton        | J. Michael Straczynski | 16. února 1994    | 21. června 2000   | 101           |
| 5            | 5         | The Parliament of Dreams           | Parlament snů                       | 2258     | Jim Johnston           | J. Michael Straczynski | 23. února 1994    | 28. června 2000   | 108           |
| 6            | 6         | Mind War                           | Válka telepatů                      | 2258     | Bruce Seth Green       | J. Michael Straczynski | 2. března 1994    | 5. července 2000  | 110           |
| 7            | 7         | The War Prayer                     | Dobrý cizinec, mrtvý cizinec        | 2258     | Richard Compton        | D. C. Fontana          | 9. března 1994    | 12. července 2000 | 107           |
| 8            | 8         | And the Sky Full of Stars          | A obloha plná hvězd                 | 2258     | Janet Greek            | J. Michael Straczynski | 16. března 1994   | 19. července 2000 | 106           |
| 9            | 9         | Deathwalker                        | Kráčející smrt                      | 2258     | Bruce Seth Green       | Larry DiTillio         | 20. dubna 1994    | 26. července 2000 | 113           |
| 10           | 10        | Believers                          | Otázka víry                         | 2258     | Richard Compton        | David Gerrold          | 27. dubna 1994    | 2. srpna 2000     | 105           |
| 11           | 11        | Survivors                          | Ti, co přežili                      | 2258     | Jim Johnston           | Marc Scott Zicree      | 4. května 1994    | 9. srpna 2000     | 111           |
| 12           | 12        | By Any Means Necessary             | Všemi nezbytnými prostředky         | 2258     | Jim Johnston           | Kathryn M. Drennan     | 11. května 1994   | 16. srpna 2000    | 114           |
| 13           | 13        | Signs and Portents                 | Znamení a předtuchy                 | 2258     | Janet Greek            | J. Michael Straczynski | 18. května 1994   | 23. srpna 2000    | 116           |
| 14           | 14        | TKO                                | TKO                                 | 2258     | John C. Flinn III      | Larry DiTillio         | 25. května 1994   | 30. srpna 2000    | 119           |
| 15           | 15        | Grail                              | Grál                                | 2258     | Richard Compton        | Christy Marx           | 6. července 1994  | 6. září 2000      | 109           |
| 16           | 16        | Eyes                               | Oči                                 | 2258     | Jim Johnston           | Larry DiTillio         | 13. července 1994 | 13. září 2000     | 122           |
| 17           | 17        | Legacies                           | Odkazy                              | 2258     | Bruce Seth Green       | D. C. Fontana          | 20. července 1994 | 20. září 2000     | 115           |
| 18           | 18        | A Voice in the Wilderness (Part 1) | Hlas volajícího na poušti (1. část) | 2258     | Janet Greek            | J. Michael Straczynski | 27. července 1994 | 27. září 2000     | 120           |
| 19           | 19        | A Voice in the Wilderness (Part 2) | Hlas volajícího na poušti (2. část) | 2258     | Janet Greek            | J. Michael Straczynski | 3. srpna 1994     | 4. října 2000     | 121           |
| 20           | 20        | Babylon Squared                    | Babylon na druhou                   | 2258     | Jim Johnston           | J. Michael Straczynski | 10. srpna 1994    | 11. října 2000    | 118           |
| 21           | 21        | The Quality of Mercy               | Milosrdenství                       | 2258     | Lorraine Senna Ferrara | J. Michael Straczynski | 17. srpna 1994    | 18. října 2000    | 117           |
| 22           | 22        | Chrysalis                          | Zámotek                             | 2258     | Janet Greek            | J. Michael Straczynski | 26. října 1994    | 25. října 2000    | 112           |

### Druhá řada: The Coming of Shadows (1994–1995)
| Č. v seriálu | Č. v řadě | Původní název                | Český název               | Rok děje | Režie             | Scénář                 | Premiéra v USA     | Premiéra v ČR      | Produkční kód |
| ------------ | --------- | ---------------------------- | ------------------------- | -------- | ----------------- | ---------------------- | ------------------ | ------------------ | ------------- |
| 23           | 1         | Points of Departure          | Východiska                | 2259     | Janet Greek       | J. Michael Straczynski | 2. listopadu 1994  | 1. listopadu 2000  | 201           |
| 24           | 2         | Revelations                  | Odhalení                  | 2259     | Jim Johnston      | J. Michael Straczynski | 9. listopadu 1994  | 8. listopadu 2000  | 202           |
| 25           | 3         | The Geometry of Shadows      | Geometrie Stínů           | 2259     | Mike Vejar        | J. Michael Straczynski | 16. listopadu 1994 | 15. listopadu 2000 | 203           |
| 26           | 4         | A Distant Star               | Vzdálená hvězda           | 2259     | Jim Johnston      | D. C. Fontana          | 23. listopadu 1994 | 22. listopadu 2000 | 204           |
| 27           | 5         | The Long Dark                | Dlouhý spánek             | 2259     | Mario Di Leo      | Scott Frost            | 30. listopadu 1994 | 29. listopadu 2000 | 205           |
| 28           | 6         | A Spider in the Web          | Škodná v revíru           | 2259     | Kevin G. Cremin   | Larry DiTillio         | 7. prosince 1994   | 6. prosince 2000   | 206           |
| 29           | 7         | Soul Mates                   | Spřízněné duše            | 2259     | John C. Flinn III | Peter David            | 14. prosince 1994  | 13. prosince 2000  | 208           |
| 30           | 8         | A Race Through Dark Places   | Honička temnými místy     | 2259     | Jim Johnston      | J. Michael Straczynski | 25. ledna 1995     | 20. prosince 2000  | 207           |
| 31           | 9         | The Coming of Shadows        | Příchod Stínů             | 2259     | Janet Greek       | J. Michael Straczynski | 1. února 1995      | 27. prosince 2000  | 209           |
| 32           | 10        | Gropos                       | Mariňáci                  | 2259     | Jim Johnston      | Larry DiTillio         | 8. února 1995      | 3. ledna 2001      | 210           |
| 33           | 11        | All Alone in the Night       | Sám v temnotě             | 2259     | Mario Di Leo      | J. Michael Straczynski | 15. února 1995     | 10. ledna 2001     | 211           |
| 34           | 12        | Acts of Sacrifice            | Oběti                     | 2259     | Jim Johnston      | J. Michael Straczynski | 22. února 1995     | 17. ledna 2001     | 212           |
| 35           | 13        | Hunter, Prey                 | Lovec, kořist             | 2259     | Menachem Binetski | J. Michael Straczynski | 1. března 1995     | 24. ledna 2001     | 213           |
| 36           | 14        | There All the Honor Lies     | Kde leží všechna čest     | 2259     | Mike Vejar        | Peter David            | 26. dubna 1995     | 31. ledna 2001     | 215           |
| 37           | 15        | And Now For a Word           | A nyní pár slov           | 2259     | Mario Di Leo      | J. Michael Straczynski | 3. května 1995     | 7. února 2001      | 214           |
| 38           | 16        | In the Shadow of Z'ha'dum    | Ve stínu planety Z'ha'dum | 2259     | David J. Eagle    | J. Michael Straczynski | 10. května 1995    | 12. února 2001     | 217           |
| 39           | 17        | Knives                       | Nože                      | 2259     | Stephen L. Posey  | Larry DiTillio         | 17. května 1995    | 13. února 2001     | 216           |
| 40           | 18        | Confessions and Lamentations | Přiznání a lkaní          | 2259     | Kevin G. Cremin   | J. Michael Straczynski | 24. května 1995    | 14. února 2001     | 218           |
| 41           | 19        | Divided Loyalties            | Věrnost na dvě strany     | 2259     | Jesus Trevino     | J. Michael Straczynski | 11. října 1995     | 15. února 2001     | 220           |
| 42           | 20        | The Long, Twilight Struggle  | Dlouhý boj za soumraku    | 2259     | John C. Flinn III | J. Michael Straczynski | 18. října 1995     | 19. února 2001     | 219           |
| 43           | 21        | Comes the Inquisitor         | Přichází inkvizitor       | 2259     | Mike Vejar        | J. Michael Straczynski | 25. října 1995     | 20. února 2001     | 221           |
| 44           | 22        | The Fall of Night            | Nástup temnoty            | 2259     | Janet Greek       | J. Michael Straczynski | 1. listopadu 1995  | 21. února 2001     | 222           |

### Třetí řada: Point of No Return (1995–1996)
| Č. v seriálu | Č. v řadě | Původní název                           | Rok děje | Režie             | Scénář                 | Premiéra v USA     | Produkční kód |
| ------------ | --------- | --------------------------------------- | -------- | ----------------- | ---------------------- | ------------------ | ------------- |
| 45           | 1         | Matters of Honor                        | 2260     | Kevin G. Cremin   | J. Michael Straczynski | 6. listopadu 1995  | 301           |
| 46           | 2         | Convictions                             | 2260     | Mike Vejar        | J. Michael Straczynski | 13. listopadu 1995 | 302           |
| 47           | 3         | A Day in the Strife                     | 2260     | David J. Eagle    | J. Michael Straczynski | 20. listopadu 1995 | 303           |
| 48           | 4         | Passing Through Gethsemane              | 2260     | Adam Nimoy        | J. Michael Straczynski | 27. listopadu 1995 | 305           |
| 49           | 5         | Voices of Authority                     | 2260     | Menachem Binetski | J. Michael Straczynski | 29. ledna 1996     | 304           |
| 50           | 6         | Dust to Dust                            | 2260     | David J. Eagle    | J. Michael Straczynski | 5. února 1996      | 306           |
| 51           | 7         | Exogenesis                              | 2260     | Kevin G. Cremin   | J. Michael Straczynski | 12. února 1996     | 307           |
| 52           | 8         | Messages from Earth                     | 2260     | Mike Vejar        | J. Michael Straczynski | 19. února 1996     | 308           |
| 53           | 9         | Point of No Return                      | 2260     | Jim Johnston      | J. Michael Straczynski | 26. února 1996     | 309           |
| 54           | 10        | Severed Dreams                          | 2260     | David J. Eagle    | J. Michael Straczynski | 1. dubna 1996      | 310           |
| 55           | 11        | Ceremonies of Light and Dark            | 2260     | John C. Flinn III | J. Michael Straczynski | 8. dubna 1996      | 311           |
| 56           | 12        | Sic Transit Vir                         | 2260     | Jesus Trevino     | J. Michael Straczynski | 15. dubna 1996     | 313           |
| 57           | 13        | A Late Delivery from Avalon             | 2260     | Mike Vejar        | J. Michael Straczynski | 22. dubna 1996     | 312           |
| 58           | 14        | Ship of Tears                           | 2260     | Mike Vejar        | J. Michael Straczynski | 29. dubna 1996     | 314           |
| 59           | 15        | Interludes and Examinations             | 2260     | Jesus Trevino     | J. Michael Straczynski | 6. května 1996     | 315           |
| 60           | 16        | War Without End (Part 1)                | 2260     | Mike Vejar        | J. Michael Straczynski | 13. května 1996    | 316           |
| 61           | 17        | War Without End (Part 2)                | 2260     | Mike Vejar        | J. Michael Straczynski | 20. května 1996    | 316           |
| 62           | 18        | Walkabout                               | 2260     | Kevin G. Cremin   | J. Michael Straczynski | 30. září 1996      | 318           |
| 63           | 19        | Grey 17 Is Missing                      | 2260     | John C. Flinn III | J. Michael Straczynski | 7. října 1996      | 319           |
| 64           | 20        | And the Rock Cried Out, No Hiding Place | 2260     | David J. Eagle    | J. Michael Straczynski | 14. října 1996     | 320           |
| 65           | 21        | Shadow Dancing                          | 2260     | Kim Friedman      | J. Michael Straczynski | 21. října 1996     | 321           |
| 66           | 22        | Z'ha'dum                                | 2260     | Adam Nimoy        | J. Michael Straczynski | 28. října 1996     | 322           |

### Čtvrtá řada: No Surrender, No Retreat (1996–1997)
| Č. v seriálu | Č. v řadě | Původní název                       | Rok děje | Režie              | Scénář                 | Premiéra v USA     | Produkční kód |
| ------------ | --------- | ----------------------------------- | -------- | ------------------ | ---------------------- | ------------------ | ------------- |
| 67           | 1         | The Hour of the Wolf                | 2261     | David J. Eagle     | J. Michael Straczynski | 4. listopadu 1996  | 401           |
| 68           | 2         | Whatever Happened to Mr. Garibaldi? | 2261     | Kevin James Dobson | J. Michael Straczynski | 11. listopadu 1996 | 402           |
| 69           | 3         | The Summoning                       | 2261     | John McPherson     | J. Michael Straczynski | 18. listopadu 1996 | 403           |
| 70           | 4         | Falling Toward Apotheosis           | 2261     | David J. Eagle     | J. Michael Straczynski | 25. listopadu 1996 | 404           |
| 71           | 5         | The Long Night                      | 2261     | John Lafia         | J. Michael Straczynski | 27. ledna 1997     | 405           |
| 72           | 6         | Into the Fire                       | 2261     | Kevin James Dobson | J. Michael Straczynski | 3. února 1997      | 406           |
| 73           | 7         | Epiphanies                          | 2261     | John C. Flinn III  | J. Michael Straczynski | 10. února 1997     | 407           |
| 74           | 8         | The Illusion of Truth               | 2261     | Stephen Furst      | J. Michael Straczynski | 17. února 1997     | 408           |
| 75           | 9         | Atonement                           | 2261     | Tony Dow           | J. Michael Straczynski | 24. února 1997     | 409           |
| 76           | 10        | Racing Mars                         | 2261     | Jesus Trevino      | J. Michael Straczynski | 21. dubna 1997     | 410           |
| 77           | 11        | Lines of Communication              | 2261     | John C. Flinn III  | J. Michael Straczynski | 28. dubna 1997     | 411           |
| 78           | 12        | Conflicts of Interest               | 2261     | David J. Eagle     | J. Michael Straczynski | 5. května 1997     | 412           |
| 79           | 13        | Rumors, Bargains and Lies           | 2261     | Mike Vejar         | J. Michael Straczynski | 12. května 1997    | 413           |
| 80           | 14        | Moments of Transition               | 2261     | Tony Dow           | J. Michael Straczynski | 19. května 1997    | 414           |
| 81           | 15        | No Surrender, No Retreat            | 2261     | Mike Vejar         | J. Michael Straczynski | 26. května 1997    | 415           |
| 82           | 16        | The Exercise of Vital Powers        | 2261     | John Lafia         | J. Michael Straczynski | 2. června 1997     | 416           |
| 83           | 17        | The Face of the Enemy               | 2261     | Mike Vejar         | J. Michael Straczynski | 9. června 1997     | 417           |
| 84           | 18        | Intersections in Real Time          | 2261     | John Lafia         | J. Michael Straczynski | 16. června 1997    | 418           |
| 85           | 19        | Between the Darkness and the Light  | 2261     | David J. Eagle     | J. Michael Straczynski | 6. října 1997      | 419           |
| 86           | 20        | Endgame                             | 2261     | John Copeland      | J. Michael Straczynski | 13. října 1997     | 420           |
| 87           | 21        | Rising Star                         | 2261     | Tony Dow           | J. Michael Straczynski | 20. října 1997     | 421           |
| 88           | 22        | The Deconstruction of Falling Stars | 2261     | Stephen Furst      | J. Michael Straczynski | 27. října 1997     | 422           |

### Pátá řada: The Wheel of Fire (1998)
| Č. v seriálu | Č. v řadě | Původní název                            | Rok děje | Režie                  | Scénář                                                                        | Premiéra v USA     | Produkční kód |
| ------------ | --------- | ---------------------------------------- | -------- | ---------------------- | ----------------------------------------------------------------------------- | ------------------ | ------------- |
| 89           | 1         | No Compromises                           | 2262     | Janet Greek            | J. Michael Straczynski                                                        | 21. ledna 1998     | 502           |
| 90           | 2         | The Very Long Night of Londo Mollari     | 2262     | David J. Eagle         | J. Michael Straczynski                                                        | 28. ledna 1998     | 503           |
| 91           | 3         | The Paragon of Animals                   | 2262     | Mike Vejar             | J. Michael Straczynski                                                        | 4. února 1998      | 504           |
| 92           | 4         | A View from the Gallery                  | 2262     | Janet Greek            | námět: J. Michael Straczynski a Harlan Ellison scénář: J. Michael Straczynski | 11. února 1998     | 505           |
| 93           | 5         | Learning Curve                           | 2262     | David J. Eagle         | J. Michael Straczynski                                                        | 18. února 1998     | 506           |
| 94           | 6         | Strange Relations                        | 2262     | John C. Flinn III      | J. Michael Straczynski                                                        | 25. února 1998     | 507           |
| 95           | 7         | Secrets of the Soul                      | 2262     | Tony Dow               | J. Michael Straczynski                                                        | 4. března 1998     | 508           |
| 96           | 8         | Day of the Dead                          | 2262     | Doug Lefler            | Neil Gaiman                                                                   | 11. března 1998    | 511           |
| 97           | 9         | In the Kingdom of the Blind              | 2262     | David J. Eagle         | J. Michael Straczynski                                                        | 18. března 1998    | 509           |
| 98           | 10        | A Tragedy of Telepaths                   | 2262     | Tony Dow               | J. Michael Straczynski                                                        | 25. března 1998    | 510           |
| 99           | 11        | Phoenix Rising                           | 2262     | David J. Eagle         | J. Michael Straczynski                                                        | 1. dubna 1998      | 512           |
| 100          | 12        | The Ragged Edge                          | 2262     | John Copeland          | J. Michael Straczynski                                                        | 8. dubna 1998      | 513           |
| 101          | 13        | The Corps is Mother, the Corps is Father | 2262     | Stephen Furst          | J. Michael Straczynski                                                        | 15. dubna 1998     | 514           |
| 102          | 14        | Meditations on the Abyss                 | 2262     | Mike Vejar             | J. Michael Straczynski                                                        | 27. května 1998    | 515           |
| 103          | 15        | Darkness Ascending                       | 2262     | Janet Greek            | J. Michael Straczynski                                                        | 3. června 1998     | 516           |
| 104          | 16        | And All My Dreams, Torn Asunder          | 2262     | Goran Gajic            | J. Michael Straczynski                                                        | 10. června 1998    | 517           |
| 105          | 17        | Movements of Fire and Shadow             | 2262     | John C. Flinn III      | J. Michael Straczynski                                                        | 17. června 1998    | 518           |
| 106          | 18        | The Fall of Centauri Prime               | 2262     | Douglas E. Wise        | J. Michael Straczynski                                                        | 28. října 1998     | 519           |
| 107          | 19        | The Wheel of Fire                        | 2262     | Janet Greek            | J. Michael Straczynski                                                        | 4. listopadu 1998  | 520           |
| 108          | 20        | Objects in Motion                        | 2262     | Jesus Trevino          | námět: J. Michael Straczynski a Harlan Ellison scénář: J. Michael Straczynski | 11. listopadu 1998 | 521           |
| 109          | 21        | Objects at Rest                          | 2262     | John Copeland          | J. Michael Straczynski                                                        | 18. listopadu 1998 | 522           |
| 110          | 22        | Sleeping in Light                        | 2281     | J. Michael Straczynski | J. Michael Straczynski                                                        | 25. listopadu 1998 | 523           |

## Filmy ze světa Babylonu 5
| Původní název | Český název                    | Rok děje  | Režie                  | Scénář                 | Premiéra v USA    | Premiéra v ČR                                                   |
| --- | ------------------------------ | --------- | ---------------------- | ---------------------- | ----------------- | --------------------------------------------------------------- |
| Babylon 5: In the Beginning | Babylon 5: Na počátku          | 2278/2248 | Michael Vejar          | J. Michael Straczynski | 4. ledna 1998     |                                                                 |
| Babylon 5: Thirdspace | Babylon 5: Třetí prostor       | 2261      | Jesus Trevino          | J. Michael Straczynski | 19. července 1998 | 15. prosince 2004 (Warner Bros., DVD)                           |
| Babylon 5: River of Souls | Babylon 5: Řeka duší           | 2263      | Janet Greek            | J. Michael Straczynski | 8. října 1998     | 12. ledna 2005 (Warner Bros., DVD)                              |
| Babylon 5: A Call to Arms | Babylon 5: Volání do zbraně    | 2266      | Mike Vejar             | J. Michael Straczynski | 3. ledna 1999     | 15. prosince 2004 (Warner Bros., DVD)                           |
| Úvodní film k seriálu Křížová výprava. |                                |           |                        |                        |                   |                                                                 |
| Babylon 5: Legend of the Rangers | Babylon 5: Legenda o strážcích | 2265      | Mike Vejar             | J. Michael Straczynski | 19. ledna 2002    | 19. října 2005 (Warner Bros., DVD) 7. května 2012 (TV Nova, TV) |
| Film byl zamýšlen jako pilotní film k novému seriálu se stejným názvem. Film ovšem svou sledovaností nenaplnil očekávání tvůrců, a tak se od natáčení seriálu upustilo.           |                                |           |                        |                        |                   |                                                                 |
| Babylon 5: The Lost Tales Voices in the Dark | Babylon 5: Hlasy v temnotě     | 2271      | J. Michael Straczynski | J. Michael Straczynski | 31. července 2007 |                                                                 |
| Série filmů The Lost Tales byla určena již pouze pro trh DVD. Ani první z filmů však neměl očekávaný úspěch, a tak „Velký tvůrce“ oznámil, že další filmy již následovat nebudou. |                                |           |                        |                        |                   |                                                                 |